# مايك دونوفان
مايك دونوفان (بالإنجليزية: Mike Donovan)‏ هو لاعب كرة قاعدة أمريكي، ولد في 18 أكتوبر 1881 في بروكلين في الولايات المتحدة، وتوفي في 3 فبراير 1938 في نيويورك في الولايات المتحدة.

## وصلات خارجية
- مايك دونوفان على موقعبيزبول رفرنس.كوم (الدوري الرئيسي) (الإنجليزية)
- مايك دونوفان على موقعبيزبول رفرنس.كوم (الدوري الثانوي) (الإنجليزية)